# توحد كلاسيكي
اعتُبرت متلازمة كانر، التي تُعرف رسميًا باسم توحد الطفولة، من الاضطرابات العصبية التنموية سابقًا قبل تحديث الطبعة الخامسة من الدليل التشخيصي والإحصائي للاضطرابات النفسية «دي إس إم - 5» / النسخة 11 من التصنيف الدولي للأمراض «آي سي دي - 11». استُبدل اضطراب طيف التوحد بهذا الاضطراب في وقت لاحق. عادة ما يُشار إلى هذه الحالة في الحديث اليومي باسم «التوحد الكلاسيكي»، أو «توحد كانر».
على الرغم من اعتبار مصطلح «توحد الطفولة» في السابق الاسم الرسمي للمتلازمة، قليلًا ما استُخدم هذا المصطلح نظرًا إلى تطور جميع أشكال التوحد في مرحلة الطفولة لتستمر طوال حياة المريض. غالبًا ما استُخدم مصطلح «التوحد»، أو «متلازمة / توحد كانر» أو «التوحد المترافق مع ضعف الأداء الوظيفي» للإشارة إلى التوحد الكلاسيكي. بعد تحديث الطبعة الخامسة من الدليل التشخيصي والإحصائي للاضطرابات النفسية «دي إس إم - 5» / النسخة 11 من التصنيف الدولي للأمراض «آي سي دي - 11»، أصبح استخدام مصطلح «التوحد» أكثر شيوعًا عند الإشارة إلى طيف التوحد بشكله الأوسع. من الجدير بالذكر أن تشخيص الفرد باضطراب التوحد الكلاسيكي لا يشير على الإطلاق إلى معاناة المريض من «ضعف الأداء الوظيفي». يُعتبر هذا المصطلح بدوره من المصطلحات المضللة الأخرى المستخدمة للإشارة إلى هذا التشخيص.
غالبًا ما يلاحظ الأبوان علامات التوحد على طفلهما خلال السنوات الثلاث الأولى من حياته.
تشير الافتراضات إلى تطور التوحد نتيجة مزيج من العوامل الجينية والبيئية، مع رجوع الدور الأكبر إلى العوامل الجينية. توجد العديد من الخلافات المحيطة بالمسببات البيئية المقترحة الأخرى؛ على سبيل المثال، فرضية اللقاح، التي ما تزال سائدة في عدد من المجتمعات على الرغم من دحضها. تشمل المراجع التشخيصية المعاصرة تشخيصًا واحدًا فقط – اضطراب طيف التوحد (إيه إس دي) – الذي يضم التوحد الكلاسيكي إلى جانب متلازمة أسبرجر والاضطرابات النمائية الشاملة غير المحددة (بّي دي دي – إن أو إس).
تشير التقديرات إلى إصابة 24.8 مليون فرد حول العالم باضطراب التوحد الكلاسيكي حتى عام 2015.

## الخصائص
يمثل التوحد الكلاسيكي أحد اضطرابات النمو العصبي شديدة التنوع التي تبدأ أعراضها في الظهور خلال مرحلة الرضاعة أو الطفولة، وعادة ما تتبع دورة تطور ثابتة دون أي فترات هدأة للمرض. قد يعاني الأفراد المصابون بالتوحد من إعاقات شديدة في عدد من الجوانب مع حفاظهم على قدرات متوسطة، أو حتى متفوقة، في بعض الجوانب الأخرى. تبدأ الأعراض الواضحة تدريجيًا بعد سن ستة أشهر وتصبح مترسخة بحلول عمر سنتين أو ثلاث سنوات. يختبر بعض أطفال التوحد تراجعًا في التواصل والقدرات الاجتماعية مع بلوغهم مراحل نموهم بوتيرة طبيعية. يُقال إن التوحد متميز بثالوث مميز من الأعراض: ضعف التفاعل الاجتماعي، وضعف في التواصل والسلوكيات التكرارية. تشمل الجوانب الشائعة الأخرى عادات التغذية غير النمطية، إلا أنها غير أساسية في التشخيص. تحدث الأعراض الفردية للتوحد بين عموم السكان ولا تبدي أي ارتباط وثيق فيما بينها، إذ لا يوجد حد واضح لفصل السمات الشديدة مرضيًا عن تلك الشائعة.

### النمو الاجتماعي
يعاني الأفراد المصابون بالتوحد من إعاقات اجتماعية وغالبًا ما يفتقرون للحدس حول الآخرين الذي تعتبره عامة الناس أحد الأمور المفروغ منها. يصبح النمو الاجتماعي غير الطبيعي واضحًا في مرحلة مبكرة من الطفولة. يظهر الرضّع المصابون بالتوحد درجة أقل من الانتباه للمنبهات الاجتماعية، والابتسام للآخرين والنظر إليهم والاستجابة عند سماعهم اسمهم. ينحرف الأطفال الصغار المصابون بالتوحد بشكل مدهش عن المعايير الاجتماعية؛ على سبيل المثال، يظهرون درجة أقل من التقاء العيون والقدرة على الحديث المتناوب، بالإضافة إلى افتقارهم القدرة على استخدام الحركات البسيطة في التعبير عن أنفسهم، مثل الإشارة إلى الأشياء. يُعتبر الأطفال المصابون بالتوحد الذين تتراوح أعمارهم بين ثلاث وخمس سنوات أقل احتمالية لإظهار الفهم الاجتماعي، والتوجه نحو الأشخاص للتفاعل معهم بشكل تلقائي، ومحاكاة المشاعر والاستجابة لها، والتواصل غير اللفظي وتبادل الأدوار مع الآخرين. مع ذلك، يستطيع هؤلاء المرضى تطوير علاقة تعلق بالمسؤولين عن تقديم الرعاية الأساسية لهم. أظهر معظم الأطفال المصابين بالتوحد درجة منخفضة باعتدال من الشعور بأمان التعلق مقارنة بأقرانهم ذوي النمو العصبي النمطي، لكن يغيب هذا الاختلاف لدى الأطفال المتميزين بدرجة أكبر من النمو العقلي أو درجة أقل من سمات التوحد الواضحة. يختبر الأطفال المصابون بالتوحد عالي الأداء الوظيفي حالة أشد وأكثر تكرارًا من الوحدة مقارنة بأقرانهم غير المصابين بالتوحد، بعكس الاعتقاد الشائع بتفضيل أطفال التوحد للعزلة. غالبًا ما يعاني الأفراد المصابون بالتوحد من صعوبات في تكوين الصداقات والحفاظ عليها. بالنسبة لهؤلاء، تُستخدم جودة هذه الصداقات، عوضًا عن عدد الأصدقاء، كمؤشر على مدى شعورهم بالوحدة. قد تؤثر الصداقات الوظيفية، مثل الصداقات التي تضم دعوات حضور الحفلات، بشكل عميق على جودة حياة الأفراد المصابين بالتوحد.

### التواصل
قد تظهر الاختلافات في التواصل منذ السنة الأولى من العمر، وقد تشمل تأخر لغة الطفل الرضيع، وإظهاره إيماءات غير اعتيادية، والقدرة الضعيفة على الاستجابة والأنماط الصوتية غير المتزامنة مع مقدم الرعاية. في السنة الثانية أو الثالثة من العمر، يظهر الأطفال المصابون بالتوحد درجة أقل تكرارًا وتنوعًا من المناغاة، والحروف الساكنة، والكلمات وتركيبات الكلمات؛ تتسم إيماءاتهم بضعف توائمها مع الكلمات. يُعد أطفال التوحد أقل احتمالية لتقديم الطلبات أو مشاركة التجارب، وأكثر عرضة لتكرار كلمات الآخرين ببساطة (اللفظ الصدوي) أو لاستخدام الضمائر الانعكاسية. قد يختبر هؤلاء أيضًا حالات عجز في الانتباه المشترك – على سبيل المثال، قد ينظرون نحو اليد المشيرة عوضًا عن الشيء المشار إليه. قد يعاني أطفال التوحد من صعوبات في اللعب التخيلي وفي تطوير الرموز إلى لغة. يُعتقد أيضًا أن تعابير الوجه مختلفة بين الأفراد البالغين المصابين بالتوحد وأولئك غير المصابين بالتوحد، وأن هذه الاختلافات من شأنها المساهمة في صعوبات التواصل ثنائية الاتجاه.

### السلوكيات التكرارية
قد يظهر الأفراد المصابون بالتوحد أشكالًا عديدة من السلوكيات التكرارية أو التقييدية، التي يصنفها مقياس السلوك المتكرر المنقح (آر بي إس – آر) على النحو التالي.
- السلوكيات النمطية: حركات تكرارية، مثل التلويح باليد، أو تدوير الرأس أو هز الجسم.
- السلوكيات القهرية: سلوكيات مستهلكة للوقت من أجل تخفيف القلق إذ يشعر الفرد بأنه مضطر إلى أداء هذه السلوكيات بشكل متكرر أو وفقًا لقواعد صارمة، مثل تنظيم الأشياء في ترتيب معين، أو التأكد من الأشياء أو غسل اليدين.
- الرتابة: مقاومة التغيير؛ على سبيل المثال، الإصرار على عدم تغيير موضع الأثاث أو تحريكه أو رفض مقاطعة ما يفعله.
- السلوكيات الطقوسية: نمط ثابت غير متغير من النشاطات اليومية، مثل قائمة الطعام غير المتغيرة أو طقوس ارتداء الملابس.
- الاهتمامات المقيدة: اهتمامات أو حالات تعلق غير طبيعية في موضوع ما أو شدة التركيز على هذا الموضوع، مثل الانشغال ببرنامج تلفزيوني واحد، أو دمية واحدة أو لعبة واحدة.

لا يوجد سلوك تكراري أو مؤذ للنفس واحد خاص بالتوحد، إذ من الواضح امتلاك التوحد نمطًا مرتفعًا من احتمالية وقوع مثل هذه السلوكيات وشدتها.